# Пайн-Блафф (Арканзас)
Пайн-Блафф (англ. Pine Bluff) — місто (англ. city) в США, в окрузі Джефферсон штату Арканзас. Населення — 41 253 особи (2020).

## Географія
Пайн-Блафф розташований за координатами 34°12′42″ пн. ш. 92°1′3″ зх. д. / 34.21167° пн. ш. 92.01750° зх. д. (34.211591, -92.017555). За даними Бюро перепису населення США в 2010 році місто мало площу 120,70 км², з яких 115,45 км² — суходіл та 5,24 км² — водойми.

### Клімат
Місто знаходиться у зоні, котра характеризується вологим субтропічним кліматом. Найтепліший місяць — липень із середньою температурою 27.8 °C (82.1 °F). Найхолодніший місяць — січень, із середньою температурою 5.3 °С (41.6 °F).
| Клімат Пайн-Блаффа      | Клімат Пайн-Блаффа | Клімат Пайн-Блаффа | Клімат Пайн-Блаффа | Клімат Пайн-Блаффа | Клімат Пайн-Блаффа | Клімат Пайн-Блаффа | Клімат Пайн-Блаффа | Клімат Пайн-Блаффа | Клімат Пайн-Блаффа | Клімат Пайн-Блаффа | Клімат Пайн-Блаффа | Клімат Пайн-Блаффа | Клімат Пайн-Блаффа |
| Показник                | Січ.               | Лют.               | Бер.               | Квіт.              | Трав.              | Черв.              | Лип.               | Серп.              | Вер.               | Жовт.              | Лист.              | Груд.              | Рік                |
| Середній максимум, °C   | 10,6               | 13,1               | 18                 | 23,3               | 27,5               | 31,3               | 33,2               | 33,1               | 29,7               | 24                 | 17,8               | 12                 | 22,8               |
| Середня температура, °C | 5,3                | 7,5                | 12,2               | 17,1               | 21,8               | 25,9               | 27,8               | 27,5               | 23,7               | 17,6               | 11,8               | 6,6                | 17,1               |
| Середній мінімум, °C    | 0,1                | 1,9                | 6,3                | 10,8               | 16,1               | 20,5               | 22,4               | 21,9               | 17,7               | 11,2               | 5,9                | 1,2                | 11,4               |
| Норма опадів, мм        | 99.1               | 111.8              | 121.9              | 124.5              | 121.9              | 94                 | 104.1              | 78.7               | 88.9               | 129.5              | 121.9              | 147.3              | 1343.7             |
| Днів з опадами          | 8,7                | 8,8                | 9,1                | 8,9                | 9,6                | 8                  | 8,6                | 5,8                | 5,9                | 7,8                | 8,9                | 8,5                | 98,6               |
| Днів зі снігом          | 0,2                | 0,2                | 0                  | 0                  | 0                  | 0                  | 0                  | 0                  | 0                  | 0                  | 0                  | 0,2                | 0,6                |
| Вологість повітря, %    | 72.5               | 70.4               | 67.7               | 67                 | 71                 | 72.5               | 74                 | 73.3               | 71.1               | 71                 | 72.2               | 73.3               | 71.3               |
| ----------------------- | ------------------ | ------------------ | ------------------ | ------------------ | ------------------ | ------------------ | ------------------ | ------------------ | ------------------ | ------------------ | ------------------ | ------------------ | ------------------ |
| Джерело: Weatherbase    |                    |                    |                    |                    |                    |                    |                    |                    |                    |                    |                    |                    |                    |

## Демографія
Згідно з переписом 2010 року, у місті мешкали 49 083 особи в 18 071 домогосподарстві у складі 11 594 родин. Густота населення становила 407 осіб/км². Було 20923 помешкання (173/км²).
Расовий склад населення:
| - 75,6 % — чорних або афроамериканців - 21,8 % — білих - 0,6 % — азіатів - 0,2 % — корінних американців |

До двох чи більше рас належало 1,1 %. Іспаномовні складали 1,5 % від усіх жителів.
За віковим діапазоном населення розподілялося таким чином: 25,5 % — особи молодші 18 років, 62,1 % — особи у віці 18—64 років, 12,4 % — особи у віці 65 років та старші. Медіана віку мешканця становила 33,4 року. На 100 осіб жіночої статі у місті припадало 90,6 чоловіків; на 100 жінок у віці від 18 років та старших — 85,6 чоловіків також старших 18 років.
Середній дохід на одне домашнє господарство становив 44 036 доларів США (медіана — 30 719), а середній дохід на одну сім'ю — 54 999 доларів (медіана — 40 413). Медіана доходів становила 40 185 доларів для чоловіків та 30 468 доларів для жінок. За межею бідності перебувало 32,1 % осіб, у тому числі 48,9 % дітей у віці до 18 років та 16,0 % осіб у віці 65 років та старших.
Цивільне працевлаштоване населення становило 16 645 осіб. Основні галузі зайнятості: освіта, охорона здоров'я та соціальна допомога — 29,8 %, виробництво — 18,9 %, роздрібна торгівля — 10,4 %, публічна адміністрація — 9,6 %.